# Căsătorii între persoane de același sex în Danemarca
Căsătoria între persoane de același sex este legală în Danemarca din 15 iunie 2012. Proiectul de legalizare introdus de guvernul Helle Thorning-Schmidt a fost aprobat de Folketing pe 7 iunie 2012 și a primit aprobarea regală pe 12 iunie 2012. Legislația acoperă doar Danemarca propriu-zisă, nu și Groenlanda sau Insulele Feroe. Cuplurile de același sex au fost recunoscute în trecut prin parteneriate înregistrate. Danemarca este a unsprezecea țară din lume care a permis cuplurilor de același sex să se căsătorească.

## Parteneriat înregistrat
Parteneriatele înregistrate (daneză registreret partnerskab) au fost create în Danemarca printr-o lege adoptată pe 7 iunie 1989. Aceasta a fost prima lege de acest gen. Legea a intrat în vigoare pe 1 octombrie 1989. A fost extinsă la Groenlanda pe 26 aprilie 1996, și amendată în 1999. Trei încercări de a extinde legea (în mai 2003, iunie 2003 și în iunie 2006) au eșuat în parlament. Legea a fost extinsă cu succes în iunie 2009  și mai 2010.
Parteneriatele înregistrate aveau aproape aceleași calități ca și căsătoria. Toate drepturile și obligațiile legale și fiscale erau aceleași cu cele pentru căsătorii, cu două excepții:
- legile care făceau referință explicită la sexul partenerilor nu erau aplicate pentru cei din parteneriate înregistrate;
- reglementările din tratatele internaționale erau aplicabile doar dacă toți semnatarii erau de acord.

Divorțul pentru partenerii înregistrați se desfășura după aceleași reguli ca și divorțul cuplurilor de sex diferit. Dintre partenerii înregistrați cel puțin unul trebuia să fie cetățean danez cu reședința în Danemarca, și amândoi trebuiau să aibă reședința în Danemarca de cel puțin doi ani. Cetățenii Finlandei, Islandei și Norvegiei erau tratați ca cetățeni danezi în cerințele de reședință. În plus, Ministrul Justiției putea să dispună ca orice cetățean al unei țări cu o lege a parteneriatelor înregistrate similară cu cea daneză să fie tratat ca un cetățean al Danemarcei.
Pe 17 martie 2009 parlamentul a introdus un proiect care acorda cuplurilor din parteneriate înregistrate dreptul de a adopta împreună. Legea a fost aprobată pe 4 mai 2010 și a intrat în vigoare pe 1 iulie 2010.
Parteneriatul înregistrat reprezenta doar o ceremonie civilă, dar Biserica Danemarcei a permis preoților să binecuvânteze cuplurile de același sex.
Pe 15 iunie 2012 legea parteneriatelor înregistrate a fost abrogată și înlocuită de noua lege a căsătoriilor, independentă de gen.

## Căsătorie
În 2006 cinci deputați social-liberali au introdus o rezoluție în care au cerut guvernului să creeze un proiect pentru o lege a căsătoriilor independente de gen (daneză kønsneutrale ægteskab). Rezoluția a fost dezbătută în parlament, iar cei din coaliția conservatoare de guvernare i s-au opus. Ministrul Familiei, Carina Christensen, a argumentat că partenerii înregistrați aveau deja aceleași drepturi ca cei căsătoriți, cu excepția posibilității de a se căsători în biserică, iar astfel căsătoria independentă de gen nu era necesară.
În ianuarie 2008 Raportorul de Egalitate al Partidului Social-Liberal, Lone Dybkjær, a cerut din nou crearea căsătoriei independente de gen.
Atât Primarul pentru Cultură și Recreație al municipiului Copenhaga, Pia Allerslev (din partidul Venstre), cât și Primarul General, Ritt Bjerregaard, erau în favoarea căsătoriei între persoane de același sex.
În iunie 2010 parlamentul a dezbătut din nou un proiect propus de partidele de opoziție pentru căsătorii între persoane de același sex. Proiectul a fost respins cu 52 de voturi pentru și 57 împotrivă. Moțiunea pentru legalizare a fost de asemenea respinsă.
În octombrie 2011 Ministrul Egalității de Gen și al Cultelor al noului guvern, Manu Sareen, a anunțat că guvernul va încerca să legalizeze căsătoriile între persoane de același sex până în primăvara anului 2012. Pe 18 ianuarie 2012 guvernul a publicat două proiecte de legi. Unul dintre proiecte a introdus o definiție independentă de gen a căsătoriei și a permis cuplurilor de același sex să se căsătorească în oficiul de stare civilă sau în Biserica Danemarcei. Parteneriatele înregistrate existente ar avea posibilitatea de a fi transformate în căsătorii, iar noi parteneriate civile nu vor putea fi încheiate. Celălalt proiect stabilea că fiecare preot are dreptul să refuze oficierea de căsătorii între persoane de același sex. Alte comunități religioase vor avea posibilitatea de a oficia căsătorii între persoane de același sex, dar nu vor fi obligați să facă acest lucru. Proiectele au fost în stadiu consultativ până la 22 februarie 2012.
Pe 14 mai 2012 guvernul a prezentat cele două proiecte parlamentului. Acestea au fost aprobate pe 7 iunie 2012 și au primit aprobarea regală pe 12 iunie 2012. Noile legi au intrat în vigoare pe 15 iunie 2012. Partidele care s-au opus legislației au fost Partidul Poporului și Partidul Creștin-Democrat (cel din urmă nu a fost reprezentat în parlament la acea dată).

## Opinia publică
Conform unui sondaj YouGov realizat între 27 decembrie 2012 și 6 ianuarie 2013, 79% dintre danezi sprijină căsătoriile între persoane de același sex, 16% se opun, iar 6% nu au opinie.